# 吳良榮
吳良榮（1962年11月1日—），祖籍廣東汕頭，香港男演員，因經常於香港電台節目《警訊》飾演騙徒而為人熟悉. 亦因為高登討論區近年出現了討論他的話題而令他獲得「警訊堅哥」的名稱。

## 背景

### 早年生活
吳良榮於香港島南區華富邨長大，在家中排行第三。他小時候經常到瀑布灣遊玩。在讀書方面，他在1975年畢業於廣悅堂基悅小學下午校以及樹仁中學。後來由於個性頑皮而被父母送到位於中國內地的廣東汕頭華僑中學讀書，直至他的親戚認為他變得乖巧才可以回港。中學畢業後，吳良榮當過玉石學徒，向師傅學習雕玉石。不過工作了兩至三年後發覺自己因為吸入了不少玉石打磨出來的粉末而咳嗽，而經醫生檢查後亦發現了他的肺部有沉積物。所以吳良榮決定轉行當辦公室助理。同時兼顧一些散工。他之後經友人介紹到尖沙咀一間電器舖工作了兩年。期間學懂和見識了不誠實的銷售手法，因而有助他在《警訊》中較易代入騙徒的角色。

### 初試演出
吳良榮離開電器舖的工作崗位後轉到旺角西洋菜街的音響舖工作。同樣又見識過不誠實的銷售手法。但他之後辭職，自立門戶經營電器舖生意，售賣直銷電器如畫王電視機。當店舖的租約期屆滿時，業主增加租金。吳良榮於是放棄續約，改到別處經營小食和快餐店生意。同時，他亦考取的士牌照，租用友人公司的計程車當替更司機，以增加收入來源。期間，他遇上了一位在業界有「的士明星」之稱的的士司機。該位司機本身參與過特約演員的演出。他見吳良榮適合當特約演員，便與他一起到新蒲崗的一間演員公司應徵臨時演員工作。其第一個接下的工作是在香港電台節目《鐵窗邊緣》中飾演囚犯。一個月後，吳良榮由於發覺等待拍攝的時間長，本來想放棄當演員。不過，「的士明星」後來介紹他到亞洲電視當特約演員，使他的演員事業得以延續下去。

### 加入《警訊》演員班底
在2001年，吳良榮演出電視劇《騷東坡》時因為一場武打戲而獲得電視台的武術指導賞識（小時候有打泰拳習慣，且曾在香港的道館學習跆拳道），邀請他加入他們的團隊。自此，吳良榮當了數年兼職武師。亞洲電視及後遷址大埔工業邨，其位於蠔涌的廠房只用來負責一部分的拍攝工作。吳良榮留意到收廠時廠房外沒有公司的接駁巴士，加上車流和人流少，不方便回家。因此，他決定離開亞洲電視。1997年，有一間製作公司邀請他參與拍攝《警訊》，他就一直當《警訊》的御用演員至節目結束。而據吳良榮於香港電台第二台廣播節目《守下留情》在2017年7月6日播出的「警訊堅哥吳良榮訪問第四集 + 外地求助驚險記，重溫! 」訪問中指出，他與其他特約演員每次拍攝完一個《警訊》短劇時都需要歸還劇本予香港電台，以免當中的一些資料外洩。自加入《警訊》演員班底以來，吳良榮曾獲無綫電視邀請加入成為公司旗下的藝人。但是，他對無綫電視的環境與團隊感到陌生，而且自己又在鏡頭面前覺得緊張、知道電視台的薪金與拍攝時間不穩定和聽聞過電視台的不少負面評價。都使他不敢加盟而樂於只在《警訊》中演出，因為他自覺可以為大眾帶出正面的、提防罪案的信息。這種想法建基於他演出過的電話騙案短劇曾經成功使一位婆婆避免成為受害者。
2022年10月，相隔《警訊》停播兩年多，香港電台與香港警務處再次聯合製作《堅哥防騙攻略》，並沿用《警訊》原有演員；吳良榮再次亮相。

### 現況
在《警訊》停播前，吳良榮仍不時在《警訊》中出現，其家人也曾客串演出。在工作方面，他曾在香港一間保安工作公司「卓誠物業服務有限公司」當保安警衛，於亞洲國際博覽館工作。又當過隧道售票員。另外，他亦考了遊艇駕駛執照。

## 演出作品

### 短劇

#### 香港電台電視部/港台電視31
- 1997年至2020年：警訊
- 2000年代：鐵窗邊緣
- 2000年代：教育電視（定期演出）
- 2012年：賭海迷徒（客串）
- 2016年：飾演 古代將軍（教育電視）
- 2017年：反斗英語
- 2018年：好想藝術
- 2022年至今：堅哥防騙攻略

### 電視劇

#### 亞洲電視
- 1997年：情陷夜中環 飾 商業罪案調查科督察
- 2001年：騷東坡
- 2004年：我和殭屍有個約會III之永恆國度

#### 無綫電視
- 2002年：無頭東宮
- 2002年：絕世好爸

### 電影
- 2003年：忘不了
- 2017年：某日某月 飾演 車震男
- 2017年：白色女孩
- 2018年：逆向誘拐

### 綜藝節目
- 2018年：Good Night Show 個個得把口（香港電視娛樂）
- 2019年：娛樂大家（第12集）（無綫電視）

### 廣告
- 2016年：維他無糖茶
- 2017年：索尼電視
- 2017年：雀巢 NESTEA 冰極青蘋果茶（於100毛網上平台播出）
- 2017年：豐澤電器冷氣
- 2017年：莎莎國際防曬產品
- 2017年：大富翁遊戲
- 2017年：博士倫（香港）「DRY TV 特約：防狼有術 × 博士倫 Biotrue®1-DAY 全舒適 CON」
- 2017年：博士倫（香港）「DRY TV 特約：扮工陷阱 × 博士倫 Biotrue®1-DAY 全舒適 CON」
- 2018年：自由鳥電話卡
- 2018年：必勝客「【Pizza Hut 批訊】案件重演：Yum 到盡·歎到盡大鬥法！」

## 外部連結
- 吳良榮的Facebook專頁
- 吳良榮在香港影庫上的簡介
- 〈做賊做近20年 「警訊影帝」大起底！〉，東周刊
- 〈少時學壞 好友被打死　揭「警訊影帝」從良之路〉，東周刊（页面存档备份，存于）